# Злочин розпалювання сварок і викликання неприємностей
Злочин розпалювання сварок і викликання неприємностей — вид злочину у КНР, який був створений відокремленням від злочину хуліганства в 1997 році. Згідно з кримінальним законодавством Китаю 2020 року, цей злочин карається до 5 років позбавлення волі. Ті, хто багаторазово збирають інших для даних дій і «серйозно порушують громадський порядок», караються позбавленням волі на строк до десяти років та можуть бути піддані штрафу.

## Історія
Попередником злочину підбурювання сварок і викликання неприємностей є злочин «хуліганство», який був введений у кримінальний кодекс у 1979 році. Щоправда зміст злочину міг охоплювати широкий спектр, включаючи кишенькові злочини. 14 березня 1997 року Всекитайські збори народних представників скасували злочин «хуліганства» при внесенні поправок до Кримінального закону КНР і перекласифікували деякі його складові на злочини «насильницької непристойності та приниження жінок», «розбещення дітей», «збирання людей для розпусти», «збирання натовпу для бійки», «викрадення та наруги над трупами» та «розпалу сварок і викликання неприємностей».
Кримінальний закон набрав чинності 1 жовтня 1997 року. Визначення злочину є занадто широким і розпливчастим, а обсяг і сфера його застосування часто відповідають минулому злочину хуліганства, тому його часто вважають замінником та знаряддям китайського уряду придушувати дисидентів.

## Визначення злочину
Відповідно до «Регламенту Верховного народного суду про імплементацію визначених злочинів у кримінальному законодавстві Китайської Народної Республіки», ухваленого судовим комітетом Верховного народного суду 9 грудня 1997 року, злочин передбачений 293 статтею кримінального кодексу КНР було визначено злочин розпалювання сварок і викликання неприємностей.
Відповідно до визначення, будь-хто, хто вчиняє одну з наступних дій, що спровокують сварки, викличуть неприємності та/або порушуватимуть громадський порядок, зможуть бути покарані позбавленням волі на строк до 5 років, бути заарештовані або поставлені під публічне стеження:
1. Бити інших при бажанні і в огидних обставинах.
2. Переслідування, перехоплення та образи інших у серйозній формі.
3. Насильницьке чи свавільне володіння державною чи приватною власністю, якщо обставини серйозні.
4. Влаштування заворушень та/або спричинення серйозних безладів у громадських місцях.

Той, хто багаторазово збирає інших для вчинення даних дій і серйозно порушує громадський порядок може бути покараний позбавленням волі на строк до десяти років та може бути підданий штрафу.
У 2013 році перша стаття «Роз’яснення Верховного народного суду та Верховної народної прокуратури з деяких питань застосування законів при розгляді кримінальних справ про розпалювання сварок і викликання неприємностей» розділила поведінку пов’язану з розпалюванням сварок та провокуванням неприємностей на два типи: 
- спричиняти проблеми просто так(без причини);
- спричиняти проблеми з виправданнями.

Тип розпалювання сварок і викликання неприємностей вимагає від порушників мотивації «пошуку збудження, виплеску емоцій, демонстрації сили». тощо. У вересні 2013 Верховний народний суд і Верховна народна прокуратура внесли роз’яснення щодо визначення складу злочину використання інтернету задля розпалювання сварок і викликання неприємностей, встановивши, що використання інформаційних мереж для вчинення образ, залякувань інших, тяжких злочинів, підриву суспільного порядку, створення та поширення неправдивої інформації або доручає іншим людям робити це, також підлягають засудженню за даним злочином.

## Колізійні закони
Злочин розпалювання сварок і провокування неприємностей у Кримінальному законодавстві Китайської Народної Республіки утворює уявне перекриття з наступними злочинами:
- Злочини, пов'язані з непристойним поводженням, образою та розбещенням дітей (ст. 237 КК)
- Злочин збору натовпу з метою порушення громадського порядку та злочину збору натовпу з метою нападу на державні органи (ст. 290 КК).
- Злочин зібрання натовпу з метою порушення громадського порядку та дорожнього руху (ст. 291 КК)
- Злочин у вигляді збору натовпу для бійки (ст. 292 КК)
- Злочин стягнення незаконної заборгованості (ст. 293-1 ККУ)
- Злочини щодо організації злочинних організацій, керівництва ними та участі в них, злочини, пов’язані з проникненням на територію країни з метою створення злочинних організацій, злочини, пов’язані з приховуванням злочинних організацій і потуранням їм (ст. 294 КК).
- Злочини у вигляді незаконних зборів, походів і демонстрацій (ст. 296 КК)
- Незаконне носіння зброї, холодної зброї та вибухових речовин для участі в мітингах, ходах і демонстраціях (ст. 297 ККУ)
- Злочин зриву зборів, ходів і демонстрацій (ст. 298 КК)
- Наруга над державним прапором, гербом та гімном (ст. 299 ККУ)
- Злочин у нарузі та наклепі на честь героїв і мучеників (ст. 299-1 ККУ)
- Злочин у вигляді збору натовпу для розпусти (Кримінальний закон, ст. 301)

## Критика
Чжу Чженфу, депутат Всекитайських зборів народних представників і юрист із провінції Гуандун вважає, що велика кількість онлайн-мовців була засуджена за цим злочином, що порушило межі свободи слова. Сварки окреслені цим злочином не мають визначеної тяжкості, що завдає шкоди «законним правам, інтересам суспільства та довірі до закону». Протягом членства Чжу у Всекитайських зборах він закликав до прибирання цього злочину зі збірки злочинів КНР.

## Список відомих людей, яких звинувачували у злочині
- Чжан Чжань — журналістка і юристка, засуджена за розповсюдження інформації про проблеми стримування коронавірусної хвороби урядом Китаю у 2019 році.